# Xã Dallas, Quận Huntington, Indiana
Xã Dallas (tiếng Anh: Dallas Township) là một xã thuộc quận Huntington, tiểu bang Indiana, Hoa Kỳ. Năm 2010, dân số của xã này là 2.114 người.